# Miami University
Miami University är ett amerikanskt offentligt forskningsuniversitet som ligger i Oxford, Ohio och har totalt 18 456 studenter (15 813 undergraduate students och 2 643 postgraduate students) för 2014..
Universitet grundades 1809 efter att USA:s president George Washington undertecknade ett dekret 1792 om att placera ett universitet i Miami Valley, nordväst om Ohiofloden.
Universitet tävlar med 18 universitetslag i olika idrotter via deras idrottsförening Miami Redhawks.

## Alumner
| Arkitekter - Shane Schneck Film/TV - Art Clokey - Mark Hentemann - Tina Louise Författare - Fletcher Knebel - Jaime Maussan Idrottare - Kevyn Adams - Riley Barber - Louie Belpedio - Dan Boyle - Carter Camper - Pat Cannone - Blake Coleman - Mark Coleman - Austin Czarnik - Andy Greene - Jonathan Gruden - John Harbaugh - Ron Harper - Grant Hutton - Ryan Jones - Alec Martinez - Carson Meyer - Andy Miele - Randy Robitaille - Ben Roethlisberger - Jack Roslovic - Brian Savage - Cameron Schilling | - Bob Schul - Kiefer Sherwood - Reilly Smith - Chris Wideman - Tommy Wingels - Jeff Zatkoff Journalister - Christine Chubbuck - P.J. O'Rourke Läkare - John Shaw Billings Militärer - Joseph Ralston Musiker - Nick Lachey - Plies - Robert Schneider - Kate Voegele Näringsliv - Gérard Lopez Politiker/offentlig förvaltning - Charles Anderson - Calvin S. Brice - James E. Campbell - Maria Cantwell - William Cumback - William Dennison - Mike DeWine - Charles Henry Hardin - Andrew L. Harris - Benjamin Harrison | - James B. Howell - James W. McDill - John J. McRae - Oliver Hazard Perry Morton - John Willock Noble - Michael Oxley - George E. Pugh - Whitelaw Reid - Paul Ryan - Carl Schlyter - Donna Shalala - Caleb Blood Smith - John B. Weller - John Stuart Williams - Richard Yates Teologer - Walter Wangerin Jr. Underhållning - The Miz (fribrottning) |